# Onésime débute au théâtre

Onésime débute au théâtre est un film muet français réalisé par Jean Durand et sorti en 1913.

## Fiche technique
- Réalisation : Jean Durand
- Chef-opérateur : Paul Castanet
- Société de production : Société des Établissements L. Gaumont
- Pays d'origine : France
- Format : Muet - Noir et blanc - 1,33:1 - 35 mm
- Métrage : 211 m
- Genre :  Comédie
- Durée : 10 minutes
- Année de sortie : France : 1913

## Distribution
- Ernest Bourbon : Onésime
- Berthe Dagmar : la ballerine
- Mademoiselle Davrières : la soubrette
- Gaston Modot : un spectateur